# Vicente Hernández Couquet
Vicente Luis Hernández Couquet (Valencia, 1837-Sevilla, 9 de septiembre de 1868) fue un escultor valenciano afincado en Sevilla, donde desarrolló parte de su obra.

## Biografía
Se formó en la Academia de Bellas Artes de San Carlos de Valencia, y fue designado en 1854 profesor de bellas artes en Sevilla. Allí dirigió la restauración de la fachada plateresca de la casa consistorial de la ciudad, para la que realizó las estatuas de Hércules y Julio César que flanquean el arquillo de entrada. Académico de número de la de Santa Isabel de Sevilla, e individuo de la Comisión de monumentos históricos y artísticos de aquella provincia, en representación de la Academia de San Fernando.
La imagen procesional de Santa Lucía, de la cofradía de Santa Lucía de València, es obra suya (1851), conservada en la casa de la cofradía.
Dentro de sus obras destacan las imágenes de los apóstoles del misterio de la Oración en el Huerto para la Hermandad de Monte-Sion de Sevilla en 1851, y destruidos en 1936; el paso para el misterio de Nuestro Padre Jesús de la Sentencia de la Hermandad de la Esperanza Macarena, y restauración de las imágenes del misterio en 1857, y un año después el paso alegórico del Dulce Nombre de Jesús que procesionaba con la Hermandad de la Quinta Angustia (1858). El ángel Gabriel fue adquirido en el año 2000 por la Cofradía de los Servitas de Murcia. También fue obra suya el paso del profeta San Isaías que procesionaba con la Hermandad de Montserrat (1861), así como el paso alegórico del Triunfo del Espíritu (1862) para la Hermandad de la Carretería, que fue modificado posteriormente.
También son obras suyas los bustos de San Pedro y San Pablo del retablo mayor de la iglesia del Sagrario de Sevilla.